# سيرج بلانكو
سيرج بلانكو (بالفرنسية: Serge Blanco) هو لاعب اتحاد الرغبي فنزويلي وفرنسي، ولد في 31 أغسطس 1958 في كاراكاس في فنزويلا.

## وصلات خارجية
- سيرج بلانكو عل موقع إسبنسكروم (الإنجليزية)
- سيرج بلانكو على موقع ItsRugby.co.uk (الإنجليزية)
- سيرج بلانكو على موقع IMDb (الإنجليزية)
- سيرج بلانكو على موقع الموسوعة البريطانية (الإنجليزية)
- سيرج بلانكو على موقع قاعدة بيانات الفيلم (الإنجليزية)